# Flor de Loto
Flor de Loto ("Flor de Lótus") é uma banda peruana de folk rock progressivo de Lima, Lima, fundada em 1998. O grupo é conhecido por misturar rock e metal progressivo com elementos da música andina. Eles lançaram quase dez álbuns, o mais recente sendo Lines of Nasca, e passaram por uma série de mudanças de formação, com o vocalista/guitarrista Alonso Herrera e o baixista Alejandro Jarrín sendo os únicos membros constantes.

## História
A banda foi formada no final de 1998 em Lima e fez seu primeiro show em um campus universitário. O projeto foi idealizado pelo primeiro baterista do grupo, Efrain Rosas, que convidou o vocalista/guitarrista Alonso Herrera (que ele conheceu na mesma universidade em Lima) e o apresentou ao baixista Alejandro Jarrín. Somente em 2003 a banda fez seu primeiro show oficial, fora do campus, em um pub.
O álbum de estreia deles, autointitulado e totalmente instrumental, foi lançado em 2005 e logo eles foram convidados para os festivais Rio ArtRock no Brasil e Baja Prog no México. O instrumentista de sopros da banda na época, Johnny Pérez, insistiu que eles deveriam começar a ter músicas com vocais. O segundo álbum, Madre Tierra, veio em 2007 com algumas músicas não instrumentais, seguido por Mundos Bizarros em 2009; depois de lançar o último, eles fizeram uma turnê pela Europa. Império de Cristal foi o próximo. Em 2009, eles dividiram o palco com Paul Di'Anno (ex-Iron Maiden) durante sua turnê pelo Peru.
Em 2014, lançaram o álbum Nuevo Mesías, produzido por Emiliano Obregón.
Em 2015, o tecladista Daniel López Gutiérrez, o guitarrista Ignacio Flórez e o baterista Álvaro Escobar deixaram a banda; o primeiro para se concentrar em outras ideias musicais; o segundo para estudar ciências da comunicação em Vancouver e o último por motivos pessoais. Em março daquele ano, eles foram a banda de abertura da banda finlandesa de power metal Sonata Arctica na etapa peruana da turnê do Pariah's Child.
Em novembro de 2015, eles lançaram um DVD ao vivo intitulado Medusa – En Vivo en Buenos Aires com sua apresentação na Sala Alcatraz, em Buenos Aires, Argentina, que ocorreu em novembro de 2014. Naquela época, eles estavam planejando seu próximo álbum de estúdio, Árbol de la Vida, a ser gravado em janeiro de 2016 em Buenos Aires e lançado no final de agosto. O álbum foi lançado com a faixa "Regression", com participação do cantor italiano Fabio Lione (Angra, ex-Labyrinth, ex-Vision Divine, ex-Rhapsody of Fire). Lione mais tarde cantaria com eles em dois shows no Peru em 2023, fazendo um cover de "Oceano" (que por sua vez é um cover de Josh Groban), originalmente de Turilli / Lione Rhapsody, a versão do Rhapsody que Fabio teve com Luca Turilli.
Após lançar o álbum em agosto de 2016 pela gravadora mexicana Azafrán Media, eles tocaram no Rock and Heavy 2 em dezembro, ao lado de Joe Lynn Turner, Skull Fist, Krisiun, Edu Falaschi, Mike Vescera, Mean Street e Fornix.
Em junho de 2017, foram convidados a se apresentar na edição de 2018 do festival Rites of Spring nos Estados Unidos em maio, sua primeira apresentação na América do Norte. Em agosto, eles abriram para a banda estadunidense de hard rock Mr. Big ao lado dos conterrâneos Amen e Charlie Parra.
Em maio de 2018, pouco antes de seguirem para o festival, lançaram o EP Tempestad, com músicas inéditas e duas regravações. Mais tarde naquele ano, em novembro, eles lançaram seu nono álbum Eclipse, produzido por Roy Z, que também participou com um solo de guitarra numa versão de "Locomotive Breath" (originalmente de Jethro Tull). O álbum foi posteriormente lançado em vinil pela gravadora polonesa Oskar. Em novembro, eles abriram para o grupo espanhol de folk metal Saurom ao lado da banda peruana Rockpata.
Em 2020, lançaram um EP intitulado Rumbo a la Eternidad, que consiste em músicas das sessões de Nuevo Mesías. O novo álbum já estava pronto no final de 2020, mas só saiu em 2023 - Lines of Nasca consiste em regravações em inglês de algumas das suas canções antigas.
Em novembro de 2021, eles lançaram um cover de "Afraid to Shoot Strangers", originalmente do Iron Maiden.
Em julho de 2024, eles lançaram uma música chamada "Robot", com a participação do cantor inglês e coautor da música Arthur Brown. A música fará parte do novo álbum, que na época do lançamento do single era esperado para o segundo semestre de 2024.

## Estilo musical
A música da banda já foi descrita como rock progressivo, heavy metal, metal progressivo e música andina. A maioria das músicas é escrita pelo vocalista/guitarrista Alonso Herrera, com o baixista Alejandro Jarrín e outros membros contribuindo com algumas músicas por álbum.
O som inicial da banda foi descrito por Alonso como tendo muitas improvisações e misturas resultantes das distintas influências dos membros. Ele também admite que o som da banda mudou "muito" ao longo dos anos e considera seu quarto álbum, Império de Cristal, como aquele que os estabeleceu como um grupo de folk metal progressivo. Em uma entrevista de 2017, Alejandro admitiu que é difícil categorizar a banda em apenas um gênero, mas definiu Flor de Loto como "fusion hard rock progressivo". Alonso disse que cresceu ouvindo Iron Maiden, Black Sabbath, Deep Purple, Helloween e bandas de Celtic metal como Mägo de Oz, mas não tinha vontade de imitá-los, optando em vez disso por tentar integrar tais influências com as próprias raízes dos membros.
Roy Z os descreveu como "o que teria acontecido se o Iron Maiden tivesse conhecido o Jethro Tull nas ruínas de Machu Picchu".
Em uma análise de seu álbum Eclipse, Rafael Valdizán do rpp.com observou como eles adotaram um som mais cru, rápido e agressivo, mantendo as complexidades do rock progressivo.
Comentando as letras da banda, Alejandro disse que, como uma banda de rock/metal, eles realmente não sentem vontade de falar sobre temas clichês como sexo, drogas e rock 'n' roll ou princesas, dragões e castelos; eles preferem usar sua música para alcançar mais pessoas e promover sua cultura.
A banda costuma tocar um cover de "El Cóndor Pasa" no meio de seus shows como uma canção de protesto contra o colonialismo.

## Discografia

### EPs
- Tempestad (2018)

### Álbuns de estúdio
- Flor de Loto (2005)
- Madre Tierra (2007)
- Mundos Bizarros (2009)
- Imperio de Cristal (2011)
- Nuevo Mesías (2014)
- Árbol de la Vida (2016)
- Eclipse (2018)
- Lines of Nasca (2023)

### DVD
- Medusa – En Vivo en Buenos Aires (2015)

### Singles
- "Regression" (2016)
- "Oceano" (2023)
- "Robot" (2024)

## Membros

### Formação atual
Fontes:
- Alonso Herrera — vocal, guitarra (1998—atualmente)
- Lucho Sánchez — guitarras
- Alejandro Jarrín — baixo (1998—atualmente)
- Sergio "Checho" Cuadros — instrumentos de sopro
- Diego Sánchez — teclados
- Álvaro Escobar — bateria (?-2015;?[11] —atualmente)

### Membros anteriores
- Daniel López Gutiérrez - teclados (?-2015[11])
- Agustina González — vocal eventual, vocais de apoio
- Pierre Farfána — guitarras
- Ignacio Flórez - guitarra, vocais de apoio (?-2015[11])
- Junior Pacora — flauta, quenas, zampoña, charango, vocais de apoio
- Pablo Alayza — instrumentos de sopro
- Johnny Pérez - instrumentos de sopro
- Gabriel Iwasaki — teclados
- Iván Sotomayor — bateria
- Efrain Rosas — bateria (1998—?)